# Şırnak
Pour la province, voir Şırnak (province).
Şırnak (prononcé [ ʃɯɾ'nɑk], en kurde : Şirnex) est une ville de Turquie, préfecture de la province du même nom, située à la frontière de l’Irak. La ville est principalement peuplée de Kurdes. Elle se situe à l'épicentre de la zone de combats entre l'armée turque et le PKK.

## Personnalités
- Hasip Kaplan, homme politique, né à Şırnak en 1954